# Fabrice Abriel
Fabrice Abriel (* 6. Juli 1979 in Suresnes, Département Hauts-de-Seine) ist ein ehemaliger französischer Fußballspieler. Er steht beim FC Valenciennes in der Ligue 2 unter Vertrag.

## Karriere

### Verein
Abriel kommt aus der Nachwuchsabteilung von Paris Saint-Germain. Zur Saison 1999/2000 wurde er in dessen Profimannschaft übernommen. In der Winterpause der Saison 2000/01 wechselte er auf Leihbasis in die Schweiz zu Servette Genf. Mit den Westschweizern gewann er den Schweizer Cup. Nach der Saison kehrte er nach Paris zurück und wurde von PSG an den unterklassigen SC Amiens verliehen. Zur Saison 2002/03 wechselte er fest zum SC Amiens, von dem er Ende August 2004 zu EA Guingamp weiter zog. Zur Saison 2006/07 wechselte Abriel in die Ligue 1 zum FC Lorient, bei dem er sich in die Stammformation spielte. Zur Saison 2009/10 ging er zu Olympique Marseille, mit denen er in seiner ersten Saison den Meistertitel gewann und in der Europa League und in der Champions League spielte. Von 2011 bis 2014 spielte Abriel beim OGC Nizza, danach wechselte er zum FC Valenciennes.

### Erfolge
- Spieler des Monats der Ligue 1: November 2009